# Operación Sudeste de Croacia
La Operación Sudeste de Croacia (en alemán Unternehmen Südost Kroatien) o Segunda Ofensiva Antipartisana (en serbocroata Druga neprijateljska ofenziva, o Segunda Ofensiva Enemiga) fue una operación militar a gran escala liderada por la Alemania nazi contra la insurgencia llevada a cabo en las regiones del sureste del Estado Independiente de Croacia (la actual Bosnia y Herzegovina) durante la Segunda Guerra Mundial. Consistió básicamente en dos operaciones dirigidas por los alemanes destinadas principalmente a eliminar a los partisanos yugoslavos: la ya nombrada Operación Sudeste de Croacia en el este de Bosnia entre 15 de enero y el 4 de febrero de 1942, y la Operación Ozren, llevada a cabo entre el 26 de enero y el 4 de febrero en un área entre los ríos Bosna y Spreča. 
A pesar de que unos 20 000 chetniks se encontraban estacionados dentro de la zona de operaciones, se estima que estos no tuvieron ninguna participación en la operación, y estas fuerzas se retiraron a través del río Drina hacia territorio del Gobierno de Salvación Nacional de Serbia para evitar verse involucrados. Este hecho es interpretado como el fin de la cooperación entre partisanos y chetniks en el Frente de Yugoslavia.

## Desarrollo
El Teniente general Paul Bader, comandante militar alemán en Serbia, planificó la ofensiva como una operación de cerco contra la resistencia aparecida tras la Invasión de Yugoslavia por las fuerzas del Eje. Según sus órdenes, todo el que se encontrase dentro de la zona de operaciones debía ser tratado como enemigo. Bader consideraba que los partisanos y los chetniks estaban usando la zona como "cuarteles de invierno", y que su presencia allí era una amenaza para las rutas de transporte más importantes por el este de Bosnia hacia el sur de los Balcanes y Grecia.
La operación en sí fue asumida por la 342.ª División de Infantería, que para tal fin fue relevada de sus operaciones de ocupación en el territorio de la Serbia ocupada por tropas búlgaras. El comandante de la 342.ª División de Infantería, Brigadier Paul Hoffman, también contó con la 718.ª División de Infantería durante la operación. La fuerza alemana fue asistida por unidades croatas, incluyendo siete batallones de infantería y nueve baterías de artillería. Apoyo de la Luftwaffe incluía además aviones de reconocimiento y un escuadrón de combate. La ofensiva fue dirigida a las zonas controladas por los destacamentos partisanos de Zvijezda, Birač, Romanija y Ozren, en un área comprendida entre Sarajevo, Tuzla, Zvornik y Višegrad. Hacia el sur, a lo largo de la llamada "Línea de Viena" que separa la zona ocupada por los alemanes en Croacia de la zona de ocupación italiana, los italianos colaboraron situando un cordón de protección. En total, en el área objeto de la operación los alemanes estimaban que se encontraban entre 8.000 partisanos y 20.000 chetniks.

### Sudeste de Croacia
La Operación Sudeste de Croacia dio comienzo el 15 de enero de 1942. Informados del comienzo de la ofensiva, los dirigentes chetniks designados por Draža Mihailović, mayores Boško Todorović y Jezdimir Dangić, ordenaron al resto de comandantes retirarse de sus posiciones en el frente, permitiendo el paso a los alemanes a través de las áreas que dominaban. Este hecho debilitó severamente las posiciones partisanas, y significó de hecho el fin de todos los vínculos de cooperación que quedaban entre los chetniks y partisanos en el este de Bosnia.
Los insurgentes en la zona de operaciones destruyeron algunas aldeas para negar suministros y refugio a los alemanes, que se vieron obligados a operar en un terreno montañoso con nieve y temperaturas extremas que se acercaron a los -30 °C. Los partisanos contaron además con la ayuda de unas excelentes comunicaciones y el apoyo de la población local. Durante la operación, solamente uno de los cuatro regimientos alemanes implicados fue capaz de entrar activamente en combate. El Destacamento Romanija, que agrupaba el 40% de los partisanos del este de Bosnia, asumió la mayor parte de la carga en la operación.
A pesar de resistir la ofensiva en un primer momento, el Alto Estado Mayor partisano y la 1.ª Brigada Proletaria fueron incapaces de salvar la situación, y se retiraron al sur hacia Foča. La 1.ª Brigada, con menos dos batallones que acompañaban al Estado Mayor de Tito, cruzó el monte Igman cerca de Sarajevo, en lo que se conoce como la "Marcha Igman". Con temperaturas que alcanzaron los -32 °C, 172 partisanos sufrieron lesiones graves por hipotermia, seis de los cuales murieron. La intervención de los destacamentos partisanos de Montenegro, atacando a los chetniks, facilitó la captura de Foča el 20 de enero, y el 22 de enero la de Goražde. Las fuerzas alemanas lograron recapturar Sokolac, Rogatica, Bratunac, Srebrenica, Vlasenica, Han Pijesak, Olovo, Petrovo y algunos asentamientos menores, además de infligir significativas pérdidas a los partisanos.
Sin embargo, frente a unos objetivos demasiado ambiciosos, un calendario apretado y un clima atroz, la operación combinada no pudo destruir a las fuerzas partisanas y fue suspendida el 23 de enero de 1942.

### Ozren
La Operación Ozren fue llevada a cabo por la 718.ª División de Infantería alemana reforzada, por un regimiento de la 342.ª División de Infantería y unidades del NDH (incluyendo un batallón de la fanática Legión Negra de la Ustacha). Comenzó varios días después de la operación Sudeste de Croacia, y comenzó el 23 de enero de 1942.
Consistió en un avance alemán hacia el norte y oeste de Kladanj hacia un cordón establecido por diez batallones de la Guardia Nacional Croata con apoyo de la artillería. Sin embargo, la mayoría de los partisanos fueron capaces una vez más de eludir el cerco y escapar. La operación concluyó, con escasos resultados, el 4 de febrero de 1942.
Tras la conclusión de la Operación Ozren, los alemanes y las fuerzas de NDH llevaron a cabo una nueva operación a menor escala, en las proximidades de Prijedor, en el noroeste de Bosnia.

## Consecuencias
Tras la falta de cooperación de los chetniks con los partisanos en la batalla, el Comité Central yugoslavo abandonó toda idea de colaboración con ellos, y emitió una declaración el 22 de enero dirigida " a todos los bosnios, serbios, musulmanes y croatas" informando de que los dirigentes chetniks Boško Todorovic, Aćim Babić, y otros eran traidores. También proclamó que los partisanos luchaban solos "en toda Bosnia y Herzegovina" y terminó con "larga vida a la lucha de liberación de todos los pueblos unidos de Bosnia". El Alto Estado Mayor partisano entró en Foča el 25 de enero y permaneció allí durante tres meses y medio. En el verano se trasladó a Bosnia occidental.
El comandante del Destacamento de Romanija, Slaviša Vajner-Čiča, falleció durante los combates contra los alemanes. Un miembro del Estado Mayor partisano, Svetozar Vukmanović Tempo, informó que el destacamento había "colapsado totalmente" durante la batalla.
La operación se vio dificultada por la necesidad alemana de confiar en sus aliados croatas, así como el hecho de que ambas fuerzas estaban mal equipados para las operaciones en terreno montañoso durante las extremas condiciones invernales. Las unidades croatas habían demostrado no ser un apoyo útil en la operación, acusando poca experiencia en el combate, poca cohesión como unidad y graves problemas de suministro.
La Segunda Ofensiva Antipartisana fue una oportunidad temprana para los alemanes de comprobar los desafíos para sus tropas de ocupación, que se mostraron mal equipadas para enfrentarse a las dificultades del terreno y las condiciones meteorológicas de Bosnia. Sin embargo, la experiencia se repitió a lo largo de los años siguientes, en que los comandantes alemanes persistieron con su táctica de cerco y expectativas poco razonables contra la insurgencia partisana. La Wehrmacht causó pérdidas considerables a los partisanos, y capturaró extensos territorio y núcleos de población, pero no logró eliminar a los partisanos como factor militar, por lo que el mando alemán intentó completarla poco después llevando a cabo la Operación Trio en la región inmediatamente al sur de donde se desarrolló la Segunda Ofensiva.